# Esmeralda (растение)
Esmeralda (лат.) — олиготипный род однодольных растений семейства Орхидные (Orchidaceae). Впервые выделен немецким ботаником Генрихом Густавом Райхенбахом в 1862 году.

## Систематика
В состав рода входят три вида растений:
- Esmeralda bella Rchb.f.
- Esmeralda cathcartii (Lindl.) Rchb.f.
- Esmeralda clarkei Rchb.f.

Типовой вид — Esmeralda cathcartii.

## Распространение, общая характеристика
Представители рода распространены в Китае (центральная и южная часть страны, Хайнань, Тибет), восточных Гималаях, Индии (Ассам), Непале, Мьянме, Таиланде и Вьетнаме.
Крупные травянистые либо эпифитные растения. Корни воздушные. Листья в основном продолговатые, кожистые. Соцветия прямостоячие, кистевидные, несут по нескольку крупных привлекательных цветков. Губа свисающая, образованная тремя лепестками; колонка короткая, толстая.